# 豐肯哈德格拉本河
49°02′46″N 10°41′48″E / 49.04617°N 10.69680°E
豐肯哈德格拉本河是德國的河流，位於該國東南部，由巴伐利亞負責管轄，屬於武爾姆巴赫河的左支流，河道全長2公里，流經魏森堡-貢岑豪森縣。